# Psychotria imthurnii
Psychotria imthurnii är en måreväxtart som beskrevs av William Bertram Turrill. Psychotria imthurnii ingår i släktet Psychotria och familjen måreväxter. Inga underarter finns listade i Catalogue of Life.